# Čierna dolina (Vysoké Tatry)
Čierna dolina, někdy též Čierna dolina javorová, Čierna Javorová dolina (polsky Dolina Czarna Jaworowa, německy Javorinaer Schwarzen Sees, maďarsky Javorinai Fekete-tó völgy) je jedno z hlavních odvětví z východní strany Javorové doliny ve Vysokých Tatrách.

## Poloha
Od ústí Černého potoka po úpatí Čierneho sedla je dlouhá asi 3 km a ohraničují ji vedlejší severozápadní hřeben Kolového štítu, úsek hlavního hřebene Vysokých Tater od Kolového štítu po Zadní Ledový štít a severozápadní vedlejší hřeben Zadního Ledového štítu s Ledovými věžemi. V horní části ji dělí na tři úvaly vedlejší severní hřebeny Snehovej strážnice a Nižnéj Baranej strážnice. V horní části je Ledová dolinka, která směřuje od Černého Javorového plesa pod Sněhový štít. V dolní části doliny leží Čierne Javorové pleso. Nachází se v nadmořské výšce 1492 m n. m. na dolním stupni Černé doliny v komplexu Javorové doliny. Pleso bylo kdysi asi třikrát větší než v současnosti, zabíralo i travnatou plošinku na východ od svého dnešního koryta.

## Název
Název bývá polohopisně zpřesňovaný podle příslušnosti ke komplexu Javorové doliny. Všechny sekundární přívlastky nejsou závaznou součástí názvu, Černá dolina je původní a originální název. Poláci v literatuře a na mapách uvádějí název Dolina Czarna a Dolina Czarna Jaworowa. V německé a maďarské literatuře se objevují různé názvy s přívlastkem javorová, ale i bez něj. Například německy Tal des Javorinaer Schwarzen Sees, maďarsky Feketetó katlan. Pojmenování doliny vyplývá z faktu, že ji těsně uzavírají tmavé a strmé skalní stěny. K nim se přidávají tmavé koruny limb v Čiernom lese při ústí doliny.

## Zajímavost
V dávných dobách byla často navštěvovaná hledači pokladů (zejména z polského Jurgova). Prvním ověřeným návštěvníkem Čierné doliny byl Polák Stanislaw Staszic (1804). V zimě prvními návštěvníky byly Wiesław Stanisławski a Henry W. Mogilnicki 26. prosince 1930.

## Turistika
Pro turisty je nepřístupná.